# Грузовой двор

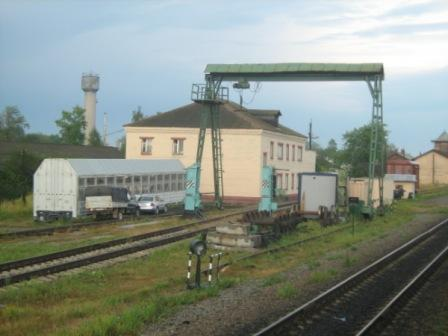
Грузовой двор станции Сонково Октябрьской железной дороги

Грузовой двор (грузовой терминал, контейнерный терминал, контрейлерный терминал) - часть территории железнодорожной инфраструктуры, которая содержит комплекс сооружений и устройств, предназначенных для приёма, погрузки, выгрузки, сортировки грузов и их краткосрочного хранения. 

## Объекты грузового двора
На территории грузового двора могут размещаться следующие объекты и сооружения:
- закрытые склады (ангары) с внутренним вводом путей;
- открытые цехи погрузки контейнеров и других грузов;
- эстакады и повышенные пути для перегрузки навальных грузов;
- средства механизации разгрузочно-погрузочных работ (электро- и автопогрузчики, козловые, стреловые и мостовые краны и т.п.);
- контора грузового двора (товарная контора, информационное бюро);
- служебные помещения, ремонтные мастерские, гаражи.

На грузовых дворах находятся следующие объекты, сооружения и грузовые устройства:
- контейнерные площадки, оборудованная портальными кранами;
- крытые склады для тарно-штучных грузов в том числе с внутренним вводом железнодорожных путей,
- открытые склады (площадки) для тяжеловесных грузов и лесоматериалов в пакетах, оборудованные козловыми кранами;
- повышенные пути для различных сыпучих грузов, прибывающих в полувагонах с открывающимися люками;
- склады ценных или других специальных грузов;
- открытая платформа для погрузки и выгрузки своим ходом колесной техники;
- двухэтажные платформы для погрузки и выгрузки легковых автомобилей из вагонов-автомобилевозов;
- крытые склады для опасных грузов;
- устройства для погрузки скота (загон и платформа) располагают изолированно вдали от других складов.
- товарная контора,
- весы для автомобилей,
- подкрановые пути,
- проходные.

## Виды грузовых дворов
Возможные схемы размещения железнодорожных путей грузовых дворов на железнодорожных станциях: 
- в торце тупиковой станции последовательно с основным парком;
- на тупиковых путях, параллельно паркам или последовательно сортировочному парку;
- на сквозных путях, параллельно паркам (грузовой двор сквозного или комбинированного типа).

По схемам путевого развития грузовые дворы подразделяются на: 
- тупиковые;
- сквозные;
- тупиково-сквозные (комбинированные).

Выбор схемы путевого развития (тупиковая, сквозная, комбинированная) в каждом отдельном случае выполняют на основе технико-экономического сравнения вариантов в увязке с условиями расположения железнодорожной станции, обслуживающей данный грузовой двор, ее путевым развитием, объемом и характером грузовой работы в местах общего и необщего пользования.
Реконструкция, благоустройство и обустройство грузового двора всех типов новыми объектами производится после обследования и проектных решений.

## Тупиковые грузовые дворы
Грузовые дворы тупикового типа обладают рядом преимуществ по сравнению с грузовыми дворами сквозного и тупиково-сквозного типов 
- возможность укладки выставочных путей в горловине путевого развития грузового двора, что ведет к существенному сокращению длины маневровых передвижений при обмене групп вагонов на грузовых фронтах.
- возможность компактного соединения путей.

Однако недостатком такой схемы организации является невозможность двусторонней подачи и уборки вагонов со станции и на станцию, что снижает пропускную способность грузового двора. 
Тупиковые грузовые дворы строятся, как правило, в крупных железнодорожных узлах: Москва, Санкт-Петербург, Челябинск, Екатеринбург и др. 
Основной тип грузовых дворов на сети железных дорог — тупиковый, который обеспечивает: 
- свободный доступ автомобилей на территорию без пересечения путей;
- связан с сортировочными путями одним соединительным путем;
- экономичен в строительстве и эксплуатации.

Путевое развитие грузового двора тупикового типа может состоять из: 
- погрузочно-разгрузочных путей у грузовых складов,
- связывающих их соединительных путей,
- путей для вагонных весов,
- выставочных путей для временной стоянки вагонов в ожидании освобождения грузовых фронтов или направления их на станцию.

Территория грузового двора покрыта сетью автомобильных дорог и ограждена забором.

## Сквозные грузовые дворы
Отличительная особенность грузового двора сквозного типа - наличие возможности подавать вагоны и убирать их с обеих сторон станции, однако, при этом весьма усложняются маневровые передвижения, так как требуются повторные заезды маневровых локомотивов на погрузочно-разгрузочные пути. Сквозные грузовые дворы строятся, как правило, на промежуточных узловых станциях. 
В схеме грузового двора сквозного типа те же устройства, что и на грузовом дворе тупикового типа. Особенность схемы грузовых дворов сквозного типа - двусторонний железнодорожный выход на станцию и сквозные погрузочно-разгрузочные пути у большинства складов. Основной тип грузовых дворов на сети дорог — тупиковый, который обеспечивает свободный доступ автомобилей на территорию без пересечения путей, связан с сортировочными путями одним соединительным путем, экономичен в строительстве и эксплуатации. Однако на особо крупных грузовых дворах, особенно при поступлении на них маршрутов, входная горловина оказывается перегруженной. В этих случаях рекомендуется сравнить варианты и при лучших технико-экономических показателях применить сквозную схему.

## Грузовые дворы комбинированного типа (тупиково-сквозные)
Грузовой двор комбинированного типа (тупиково-сквозной) – рационален тем, что тупиковые погрузочно-разгрузочные пути у складов связаны съездами с параллельными сквозными выставочными путями. Это значительно ускоряет процесс обработки вагонов. К недостаткам такой схемы организации работ следует отнести сложность прокладки автомобильных дорог и проездов на территории такого грузового двора. Тупиково-сквозные (комбинированные) грузовые дворы строятся, как правило, в крупных железнодорожных узлах: Москва, Санкт-Петербург, Челябинск, Екатеринбург и др. Территория грузового двора покрыта сетью автомобильных дорог и ограждена забором.

## Специализация мест общего пользования грузовых дворов
На грузовом дворе осуществляется специализация мест общего пользования. 
Склады, погрузочно-разгрузочные площади и устройства специализируются
1. по роду грузов: 
  - тароупаковочные,
  - навалочные,
  - контейнерные,
  - тяжеловесные,
  - опасные,
  - другие;
2. по виду отправок:
  - полносоставные,
  - повагонные и мелкие;
3. по характеру выполнения грузовых операций:
  - погрузка,
  - выгрузка,
  - сортировка.

Специализацией предусматривается наиболее рациональная технология выполнения работ, эффективное использование:
- средств механизации,
- поточность движения автомобильного транспорта,
- обеспечение перевозки грузов по прямому варианту (вагон – автомобиль) и сдвоенных операций с вагонами (погрузка – выгрузка).

Перерабатывающая способность каждого участка (фронта) обработки вагонов на грузовом дворе определяется технологическим процессом станции и зависит от длины фронта, емкости прирельсовой площадки или склада, производительности средств механизации и пр. 